# Palabra de seguridad
En el mundo BDSM, una palabra de seguridad, o palabra segura, hace referencia a una palabra o serie de palabras clave u otra señal utilizada por una persona para comunicar su estado físico o emocional, generalmente cuando se acerca o cruza un límite físico, emocional o moral. Algunas palabras de seguridad se utilizan para detener la escena por completo, mientras que otras pueden comunicar la voluntad de continuar, pero a un nivel reducido de intensidad.
Las palabras de seguridad generalmente se acuerdan entre todos los participantes antes de realizar una escena o acto, y muchos grupos organizados de BDSM tienen palabras seguras estándar que todos los miembros aceptan usar para evitar confusiones en los eventos de juego organizados. El sistema de palabras seguras más común es el sistema de semáforo, en el que "rojo" significa "parar", "ámbar" o "amarillo" significa "proceder con precaución", y "verde" significa "¡más, por favor!", "continuar" o "adelante". La palabra "palabra segura" en sí misma a veces se ve como una palabra segura "universal" en eventos como fiestas de juegos.
Aquellos que practican la filosofía más permisiva de la torcedura consensual consciente del riesgo pueden abandonar el uso de palabras seguras, especialmente aquellos que practican formas de juego al límite o maneras extremas de dominación y sumisión. En tales casos, la decisión de renunciar al uso de palabras seguras es un acto consensuado por parte del pasivo o sumiso.